# Río Güiza
Der Río Güiza ist ein 100 km langer rechter Nebenfluss des Río Mira im Südwesten von Kolumbien.

## Quellflüsse
Der Río Güiza entsteht nahe Altaquer am Zusammenfluss von Río El Guabo und Río Blanco.
Der Río El Guabo, der rechte Quellfluss, hat eine Länge von 55 km. Er entspringt im Bereich (⊙) zwischen den Vulkanen Cumbal und Azufral. Er fließt in überwiegend nordwestlicher Richtung. Die Fernstraße I-10 (Tulcán–Tumaco) folgt dem Flusslauf. Bei Flusskilometer 19 passiert der Fluss die Gemeinde Ricaurte.
Der Río Blanco (auch Río Vargas) ist der linke Quellfluss. Er entspringt am Westhang des Vulkans Cumbal (⊙). Der Río Blanco fließt in überwiegend nordnordwestlicher Richtung durch das Bergland der Westkordillere und trifft nach 50 km auf den Río El Guabo.

## Flusslauf
Der Río Güiza fließt anfangs 50 km in überwiegend nordwestlicher Richtung durch die westlichen Ausläufer der Westkordillere. Die Fernstraße I-10 verläuft nördlich des Flusslaufs. Im Unterlauf wendet sich der Río Güiza in Richtung Westsüdwest. Bei Flusskilometer 24 und 16 münden die Flüsse Río Albi und Río Nulpe, beide von Süden kommend, in den Río Güiza. Schließlich mündet dieser 10 km nördlich der ecuadorianischen Grenze in den Unterlauf des Río Mira.
- Karte mit allen Koordinaten:
- OSM |
- WikiMap

## Einzugsgebiet
Das Einzugsgebiet des Río Güiza befindet sich innerhalb des Departamento de Nariño. Es umfasst eine Fläche von etwa 2320 km². Im Osten liegen die Vulkane Cumbal und Azufral. Das Einzugsgebiet grenzt im Süden an das des Río San Juan, im Osten an das des Río Guáitara sowie im Norden an das des Río Telembí und dessen Nebenfluss Río Ñambí. Der Río Güiza durchfließt im Oberlauf ein Gebiet mit sehr hoher Biodiversität.